# 萊紹峰

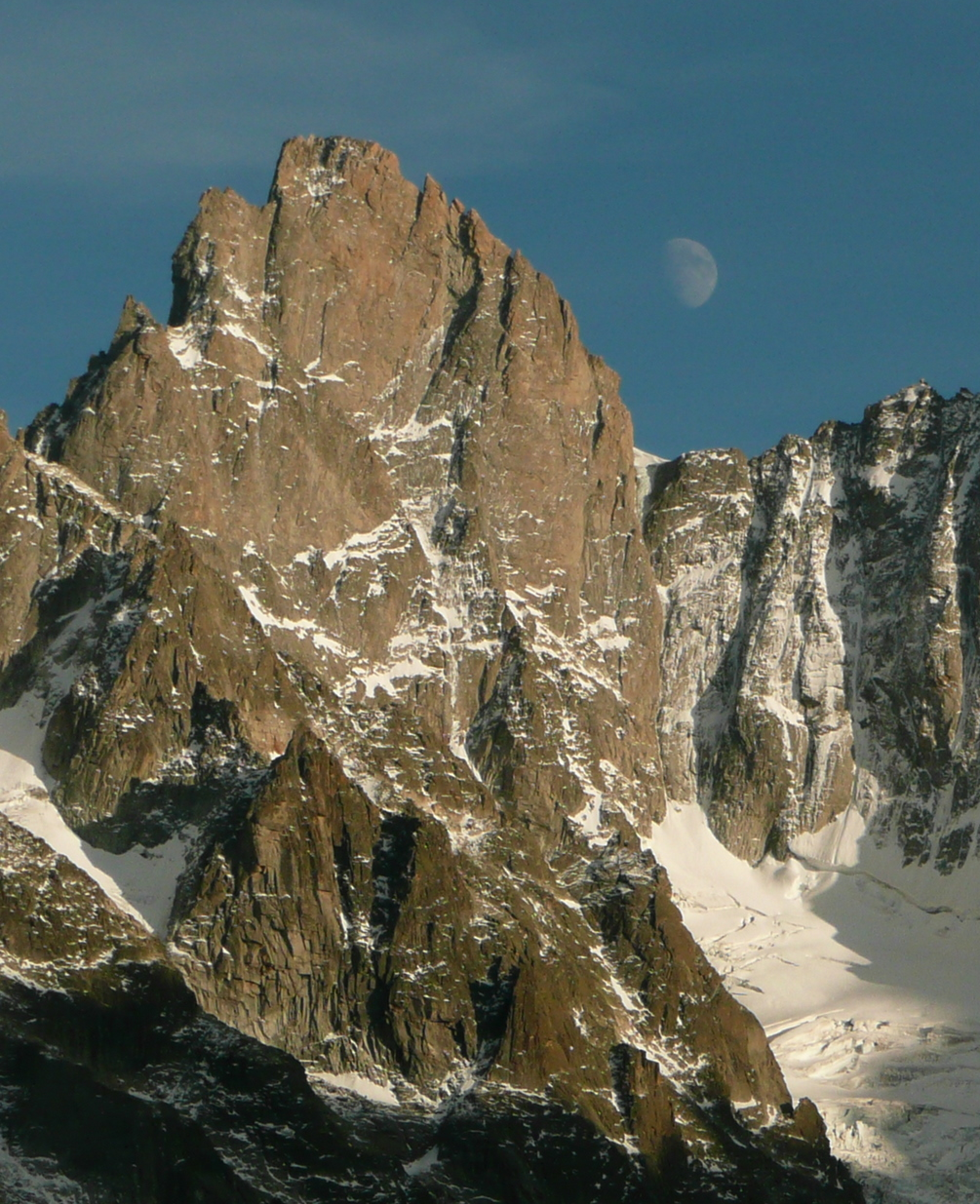

45°53′14″N 07°00′24″E / 45.88722°N 7.00667°E
萊紹峰（法語：Aiguille de Leschaux），是南歐的山峰，位於法國和意大利接壤的邊境，屬於格拉耶山的一部分，海拔高度3,759米，每年平均降雨量1,303毫米，人類在1872年7月14日首次登頂。